# (367789) 2011 AG5
(367789) 2011 AG5 est un astéroïde Apollon potentiellement dangereux d'environ 140 mètres de diamètre découvert le 8 janvier 2011 par le programme Mount Lemmon Survey.
En octobre 2011, 2011 AG5 et 2007 VK184 étaient les deux seuls objets à un niveau supérieur au niveau 0 de l'échelle de Turin.
En février 2012, 2011 AG5 est coté au niveau 1 sur cette échelle qui en compte 10, en raison de son orbite qui devrait croiser celle de la Terre en février 2040, la probabilité d'impact étant de 1 sur 625. Avant cette date, l'astéroïde s'est approché de la Terre en février 2023, à 1,6 million de kilomètres, et repassera en 2028 à 16,7 millions de kilomètres, ce qui est susceptible de modifier sa trajectoire en raison de l'influence gravitationnelle de la Terre.
Un responsable d'un bureau du Near-Earth Object Program Office de la NASA précise que des observations supplémentaires pourront être effectuées en septembre 2013, lorsque ce géocroiseur sera à moins de 147 millions de kilomètres de la Terre, ce qui permettra de revoir les estimations. De meilleures observations seront aussi possibles en 2015.